# Iso-Liesi
Iso-Liesi är en sjö i kommunerna Juupajoki och Jämsä i landskapen Birkaland och Mellersta Finland i Finland. Sjön ligger 122,9 meter över havet. Arean är 1,22 kvadratkilometer och strandlinjen är 6,93 kilometer lång. Sjön  ingår i Kumo älvs huvudavrinningsområde.   Den ligger omkring 61 km nordöst om Tammerfors, omkring 70 km sydväst om Jyväskylä och omkring 190 km norr om Helsingfors. 